# Ramuliseta palpifera
Ramuliseta palpifera är en tvåvingeart som beskrevs av Keiser 1951. Ramuliseta palpifera ingår i släktet Ramuliseta och familjen Ctenostylidae. Inga underarter finns listade i Catalogue of Life.